# 格里姆斯利山
格里姆斯利山（英語：Mount Grimsley）是南極洲的山峰，位於麥克羅伯特森地，處於阿布斯山西南面2公里，屬於查爾斯王子山脈中阿拉米斯山脈的一部分，澳大利亞探險隊根據空中照片繪入地圖，現時由南極條約體系管理。